# علی‌آباد (میرجاوه)
علی‌آباد روستایی در دهستان لادیز بخش لادیز شهرستان میرجاوه استان سیستان و بلوچستان ایران است.

## جمعیت
بر پایه سرشماری عمومی نفوس و مسکن در سال ۱۳۹۵ جمعیت این مکان ۸۱ نفر (۲۴خانوار) بوده‌است.